# Globe Unity Orchestra

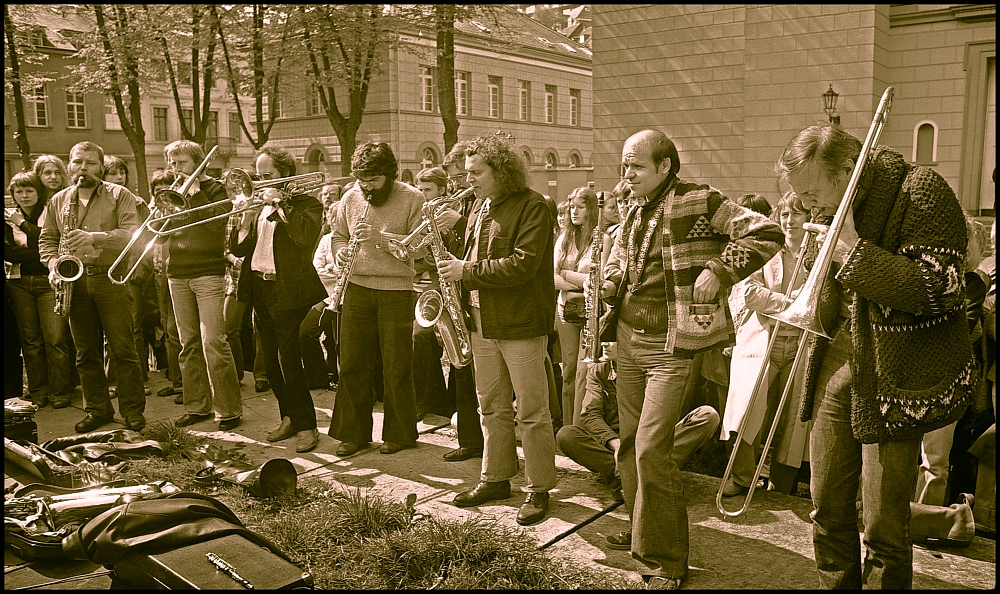
Open-Air-Konzert in Wuppertal (Laurentiusplatz), 1976

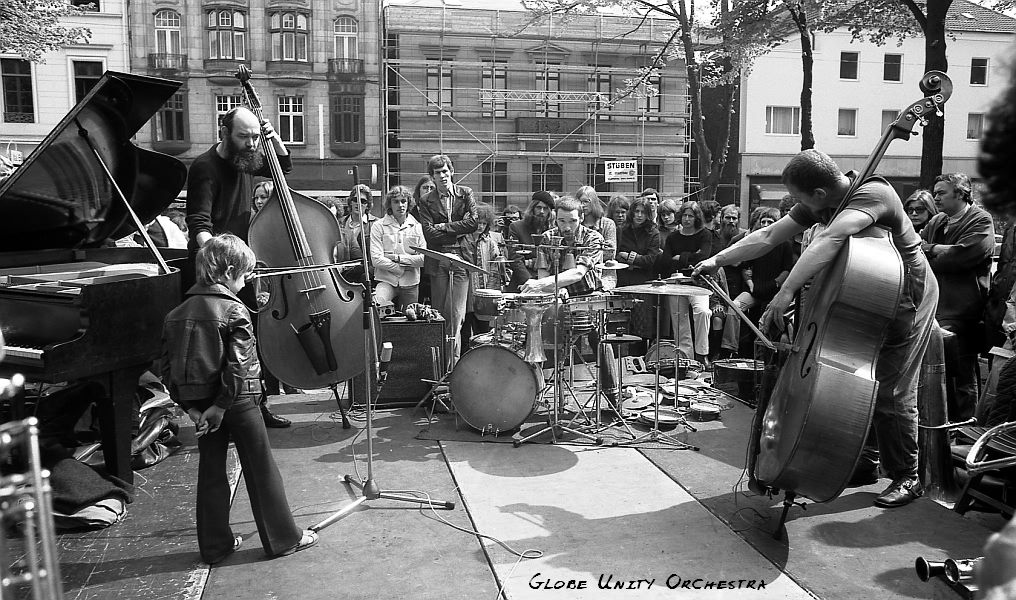
Globe Unity Orchestra, Open-Air-Konzert in Wuppertal (Laurentiusplatz), 1976

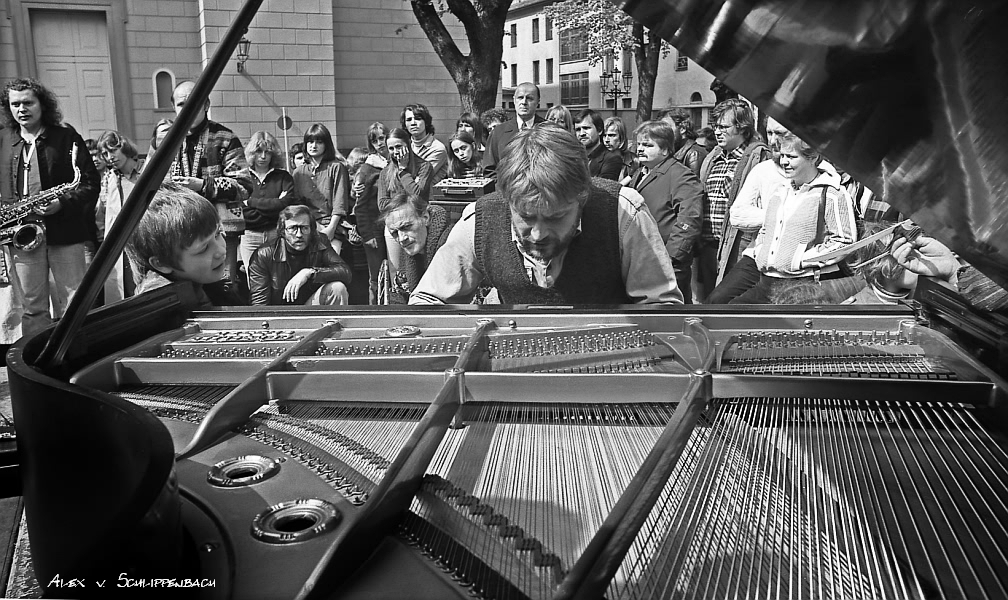
Alexander von Schlippenbach, Globe Unity Orchestra, Open-Air-Konzert in Wuppertal (Laurentiusplatz), 1976

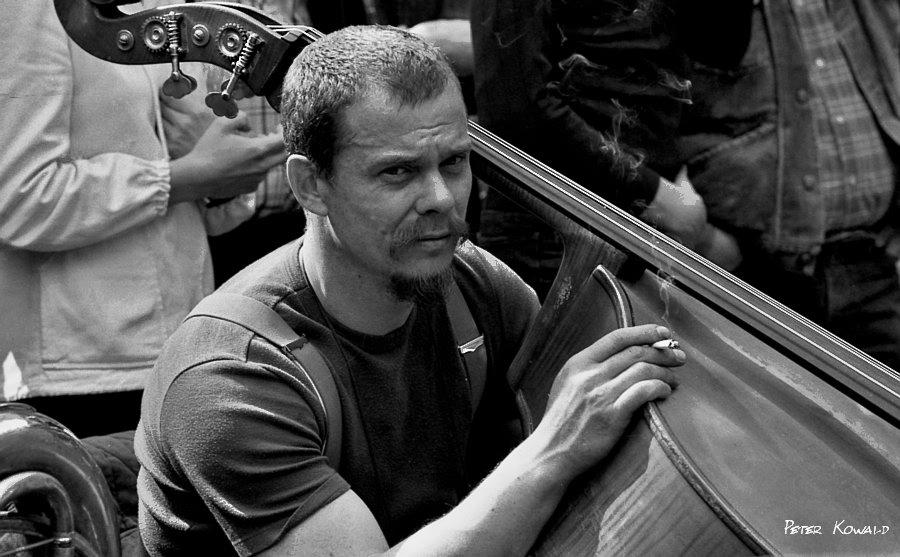
Peter Kowald, Globe Unity Orchestra, Open-Air-Konzert in Wuppertal (Laurentiusplatz), 1976

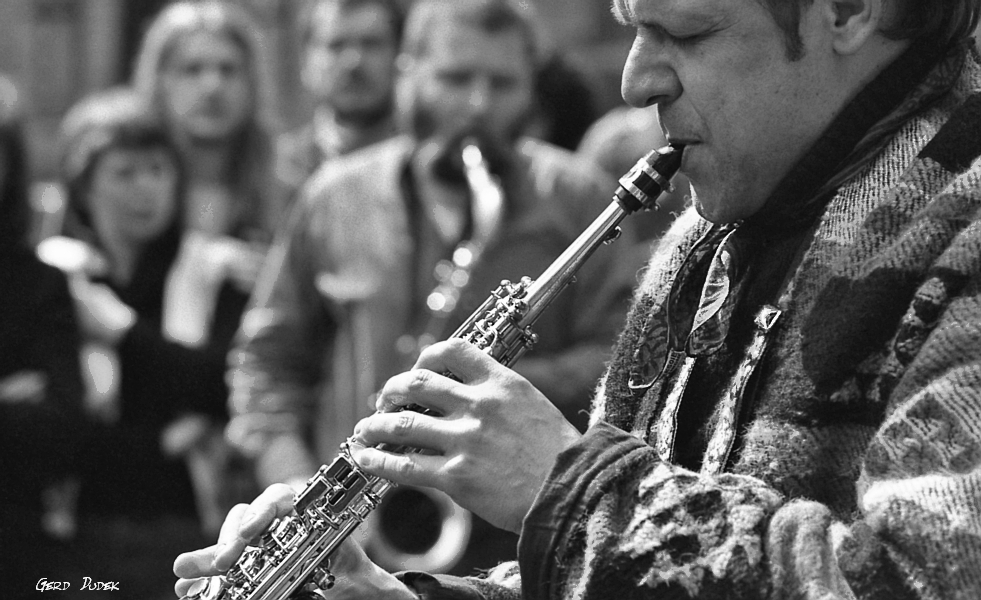
Gerd Dudek, Globe Unity Orchestra, Open-Air-Konzert in Wuppertal (Laurentiusplatz), 1976

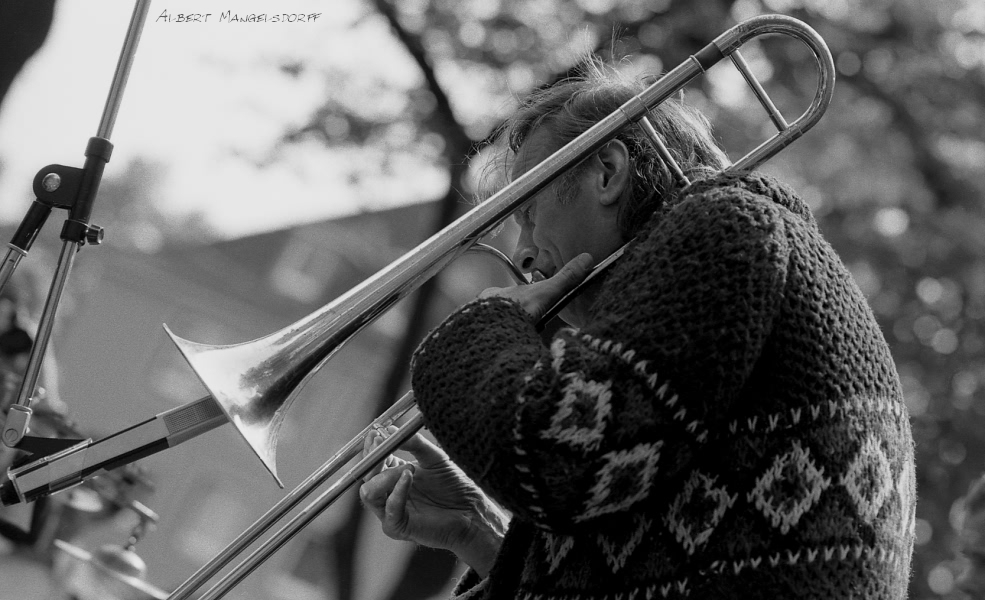
Albert Mangelsdorff, Globe Unity Orchestra, Open-Air-Konzert in Wuppertal (Laurentiusplatz), 1976

Das Globe Unity Orchestra ist ein Ensemble im Bigband-Format, das die europäische Free-Jazz-Tradition maßgeblich mitgeprägt hat und der Neuen Improvisations- und zeitgenössischen Musik verschrieben ist.
Nachdem das Ensemble in den 1980er und 1990er Jahren relativ schmal besetzt war, besteht es seit 2006 aus einer relativ großen Saxofonsektion (Evan Parker, Ernst-Ludwig Petrowsky, Gerd Dudek, Rudi Mahall, bcl), Trompetensektion (Kenny Wheeler, Manfred Schoof, Axel Dörner, Jean-Luc Cappozzo) und Posaunensektion (Paul Rutherford, George Lewis, Jeb Bishop, Hannes Bauer), Alexander von Schlippenbach (p) und den beiden Schlagzeugern Paul Lovens und Paul Lytton.

## Geschichte
Das Globe Unity Orchestra entstand zunächst für eine Auftragskomposition anlässlich der Berliner Jazztage 1966 durch Zusammenschluss zweier Gruppierungen: das Peter-Brötzmann-Trio einerseits (neben Brötzmann (Saxophone) bestehend aus Peter Kowald (b, tuba) und Sven-Åke Johansson (dr)) und das Manfred-Schoof-Quintett (neben Schoof (tp) mit Gerd Dudek (ts); Alexander von Schlippenbach (p); Buschi Niebergall (b) und Jaki Liebezeit (d)). Die am 3. November 1966 in Berlin aufgeführte Schlippenbach-Komposition „Globe Unity“ wurde vier Wochen später im Studio vom um Kris Wanders, Willem Breuker und Gunter Hampel erweiterten Saxofonsatz sowie mit dem Vibraphonisten Karl Berger, dem Trompeter Claude Deron, dem Tubisten Wilhelm Lietzmann und Mani Neumeier (anstelle von Johansson) eingespielt und von Saba herausgegeben. Die musikalische Leitung lag mit Ausnahme der 1970er Jahre, als die Formation durch Kowald reaktiviert wurde, allein bei Alexander von Schlippenbach. Die Liste der Musiker, die im Lauf der Jahre zur Besetzung des Globe Unity Orchestra gehörten, ist lang: Hannes Bauer (tb), Anthony Braxton (as, cl), Rüdiger Carl (as, ts), Günter Christmann (tb), Jürg Grau (tp), Toshinori Kondō (tp), Steve Lacy (ss), Paul Lovens (drums), Paul Lytton (drums), Albert Mangelsdorff (tb), Evan Parker (ss, ts), Michel Pilz (bcl, cl, bars), Ernst-Ludwig Petrowsky (as, cl, fl), Enrico Rava (tp), Paul Rutherford (tb), Heinz Sauer (ss, ts), Bob Stewart (tuba), Kenny Wheeler (tp).
Es lassen sich drei Phasen unterteilen: In der ersten von 1966 bis 1970 stand die Formation ganz unter dem Einfluss der neuen Spielkriterien des Free Jazz; in der zweiten, auch „Wuppertaler Phase“ genannt wegen der wesentlichen Beteiligung Kowalds (bis 1977) wurden auch klassische Stücke (z. B. das Solidaritätslied von Hanns Eisler oder der Wolverine Blues von Jelly Roll Morton) aufgeführt und Fluxuselemente zugelassen sowie mit anderen Ensembles (vom Rundfunkchor bis hin zum Akkordeon-Ensemble und zur griechischen Folkloreband) gemeinsam gespielt. Die bis heute andauernde dritte Phase mit einer verkleinerten Formation ist fast ausschließlich von sich immer wieder verändernden Improvisationen anstelle fixierter Kompositionen und den langjährigen Erfahrungen der Jazzmusiker geprägt.
„Die improvisatorische Verarbeitung dieser Impulse im grossen Ensemble ist ein komplizierter, von zahlreichen Faktoren abhängiger Vorgang, der sich empirischer Forschung weitgehend verschliesst, und es gibt nach wie vor kein Rezept für den Erfolg eines improvisierten Stückes. Reduziert auf ein solches Minimum an Konzept, das sich in unserem Fall von selbst ergeben hat und die Form bestimmt, kann es dann zu einer Entfesselung des improvisatorischen Potentials kommen, bei der auch das Unerwartete eintritt und aufzeigt, was Bernd Alois Zimmermann die „Utopie einer befreiten Musik“ genannt hat.“

## Diskografie
- 1966: Alexander Schlippenbach – Globe Unity, Saba/MPS 15 109 ST (später Crystal 45305)
- 1973: Live in Wuppertal, FMP 0160
- 1973: For example, FMP R123 (eine Spur)
- 1974: Der alte Mann bricht … sein Schweigen, FMP S4
- 1974: Hamburg ’74, FMP 0650
- 1975: Bavarian Calypso / Good bye, FMP S6
- 1975: Rumbling, FMP CD 40 (Teilbesetzung: Globe Unity Special)
- 1975/1976: Jahrmarkt/Local Fair, Po Torch PTR/JWD 2
- 1977: Improvisations, JAPO 60021
- 1977: Pearls, FMP 0380
- 1979: Compositions, JAPO 60027
- 1982: Intergalactic Blow, JAPO 60039
- 1986: 20th Anniversary, FMP CD45
- 2001: Globe Unity 67 & 70, Atavistic/Unheard Music Series (rec. 1967/1970)
- 2002: Globe Unity 2002, Intakt CD 086
- 2006: Globe Unity – 40 Years, Intakt CD 133
- 2010: Baden Baden ’75 FMP CD137 (rec. 1976)
- 2013: FMP S 6…plus FMP/Destination Out (rec. 1975)
- 2013: Und jetzt die Sportschau Trost (rec. 1975, Single)
- 2014: 50 Jahre Jazz Fest Berlin Berliner Festspiele (rec. 1966)
- 2018: Globe Unity – 50 Years Intakt (rec. 2016)

## Literatur

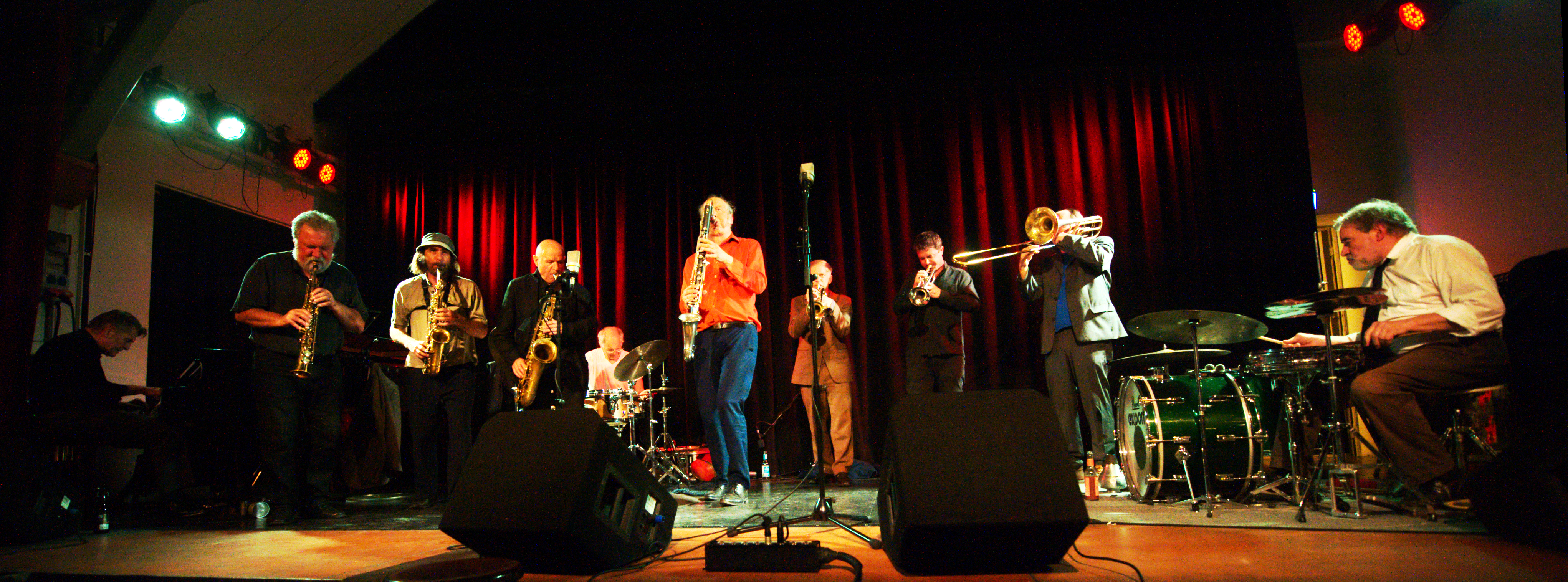
50 Jahre Globe Unity Orchestra – v.l. nach r. Alexander von Schlippenbach, Evan Parker, Henrik Walsdorff, Gerd Dudek, Paul Lytton, Rudi Mahall, Axel Dörner, Ryan Carniaux, Christof Thewes und Paul Lovens (Darmstadt, 30. September 2016)